# 諾頓鎮區 (伊利諾伊州坎卡基縣)
諾頓鎮區（英語：Norton Township）是位於美國伊利諾伊州坎卡基縣的一個行政鎮區。

## 地方資料
根據2010年美國人口普查的數據，諾頓鎮區的面積為128.90平方千米，當中陸地面積為128.90平方千米，而水域面積為0.00平方千米。當地共有人口947人，而人口密度為每平方千米7.35人。